# Luna 6
Cette page contient des caractères spéciaux ou non latins. S’ils s’affichent mal (▯, ?, etc.), consultez la page d’aide Unicode.
Luna 6 (appelée aussi Lunik 6 ou Objet 01393) est la sixième sonde soviétique du programme Luna. Elle  prend une mauvaise trajectoire et passe loin de la Lune.

## Caractéristiques de la mission
- Pays : Union des républiques socialistes soviétiques
- Date de lancement : 8 juin 1965[1] à 7 h 41 min 00 s (UTC)
  - Site de lancement : Tyuratam, Cosmodrome de Baïkonour (Kazakhstan)
  - Lanceur : SS-6 (Sapwood) modifié avec un étage supérieur de seconde génération + étage de libération
- Masse : 1 440 kg

Luna 6, comme Luna 4 à Luna 8, fait partie du programme soviétique de mise au point des techniques d'atterrissage en douceur sur la Lune avec dépôt d'une capsule d'équipement scientifique.

## Déroulement
Le communiqué de l'agence Tass du 8 juin annonce le lancement vers la Lune sans détailler la mission. L'agence annonce ensuite que huit liaisons radio ont été établies le 8 et 9 juin, et que des informations scientifiques ont été recueillies. Luna 6 aurait probablement dû atteindre la surface lunaire mais le 9 juin à mi-parcours, le moteur de correction de trajectoire ne peut être arrêté et lui fait rater la Lune le 11 juin de 160 000 km.
Luna 6 se retrouve sur une orbite solaire 142/150 millions de km, décrite en 350 jours.